# Kishōtenketsu
Kishōtenketsu (起承転結?) o kishōtengō (起承転合?) è una parola giapponese derivata dal cinese antico che indica la struttura e lo sviluppo dei testi appartenenti alla narrativa classica cinese, coreana e giapponese. Ciascun ideogramma rappresenta una parte della struttura:
- L'"introduzione" (起, ki), che pone le basi della storia e presenta i personaggi;
- Lo "sviluppo" (承, shō), che elabora la trama;
- La "svolta" (転, ten), il culmine dove si presenta una circostanza inaspettata che porta il lettore a rifare le proprie considerazioni;
- La "conclusione" (結句, ketsu), che segna il compimento degli eventi.

Il kishōtenketsu è sfruttato anche in retorica, il che implica che la tesi centrale venga menzionata soltanto alla fine, con brandelli di informazione che emergono nel corso del discorso.
Originariamente venne utilizzato nei componimenti in quattro versi della poesia cinese (jueju), prima di espandersi in altri ambiti. Il concetto è stato usato nella progettazione di videogiochi, quali Super Mario Galaxy (2007) e Super Mario 3D World (2013), negli yonkoma e nella serie di dischi Love Yourself del gruppo sudcoreano BTS.